# Federica Montseny
Federica Montseny Mañé (Madrid, 12 de febrero de 1905-Toulouse, 14 de enero de 1994) fue una política, sindicalista anarquista y escritora española. Fue ministra de Sanidad durante la Segunda República, siendo la primera mujer en ocupar un cargo ministerial en España y una de las primeras en Europa occidental.
Como parte de su labor ministerial, llevó a cabo el primer proyecto de ley estatal del aborto en España, que no logró ser aprobado, así como otras medidas dirigidas a la infancia y poblaciones vulnerables. En el ámbito literario, publicó casi cincuenta novelas cortas con trasfondo romántico-social dirigidas a las mujeres de clase obrera, así como escritos políticos, éticos, biográficos y autobiográficos. Al final de la Guerra Civil se exilió en Francia, donde continuó su activismo político y publicó bajo el seudónimo de Fanny Germain hasta su regreso a España en 1977.

## Primeros años
Federica Montseny Mañé nació el 12 de febrero de 1905 en Madrid, la única hija de los anarquistas y editores Juan Montseny Carret (alias Federico Urales) y Teresa Mañé Miravet (alias Soledad Gustavo). Estos editaban La Revista Blanca, una publicación destacada dentro del pensamiento libertario español durante el primer tercio del siglo XX en la que la propia Montseny publicó varias obras.
Comenzó a escribir en 1921, con solo quince años. Publicó su primera novela corta, titulada Horas trágicas. En 1923, comenzó a colaborar en Solidaridad Obrera y en La Revista Blanca hasta 1936. Su primera novela larga, La Victoria, se editó en 1925.
En 1930, se unió a Germinal Esgleas, también anarcosindicalista, siendo padres de tres hijos: Vida (1933), Germinal (1938) y Blanca (1942).

## Activismo anarcosindicalista
En 1931, se afilió a la CNT en la que pronto alcanzó destacado protagonismo gracias, entre otras razones, a sus dotes de oradora. En 1932, llevó a cabo una gira propagandística por Andalucía que luego prosiguió por toda España y al año siguiente participó en París en un mitin de protesta sobre la represión en Casas Viejas.
Sin embargo, su máximo protagonismo lo alcanzó en 1936, cuando intervino en el Congreso de Zaragoza de la CNT colaborando en la ponencia sobre comunismo libertario y formando parte de los oradores del mitin de clausura. Con el estallido de la guerra pasó a formar parte del comité peninsular de la FAI y en el nacional de la CNT. Se encontraba en Barcelona el 20 de julio de 1936 y escribió más tarde “...el día se extinguía gloriosamente, en medio del resplandor de los incendios, en la embriaguez revolucionaria de una jornada de triunfo popular...pronto la ciudad fue el teatro de la revolución desencadenada. Las mujeres y los hombres, dedicados al asalto de los conventos, quemaban todo lo que dentro de ellos había, incluso el dinero...”. En noviembre de este mismo año fue nombrada ministra de Sanidad y Asistencia Social del gobierno de la República, cargo que aceptó a pesar de su declarado antigubernamentalismo y las dudas iniciales. Se convirtió así en la primera mujer ministra de España y una de las primeras de Europa Occidental, pues en otras zonas de Europa ya lo habían sido Aleksandra Kolontái (Unión Soviética), Nina Bang (Dinamarca), Miina Sillanpää (Finlandia) y Margaret Bondfield (Reino Unido). Sus otros correligionarios en el gobierno de Largo Caballero fueron Juan García Oliver (Justicia), Juan Peiró (Industria) y Juan López (Comercio).

## Labor en el gobierno
Su labor en el gobierno se vio limitada por la escasa duración de su mandato como ministra de Sanidad y Asistencia Social del gobierno de Francisco Largo Caballero que no llegó a alcanzar un semestre (noviembre de 1936 - mediados de mayo de 1937).  En ese periodo planeó lugares de acogida para la infancia, comedores para embarazadas, liberatorios de prostitución, una lista de profesiones a ejercer por minusválidos y el primer proyecto de Ley del aborto en España. De los lugares para la infancia, en nada parecidos a los deprimentes orfanatos existentes por entonces, solo se pudo abrir uno cerca de Valencia. Tampoco hubo tiempo de que llegase a funcionar más de uno de los comedores para embarazadas en los que se velaba por una completa alimentación.

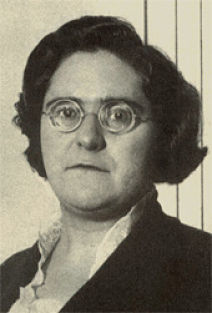
Retrato de Federica Montseny mientras ejercía como ministra de Sanidad y Asistencia Social de la Segunda República Española.

Ninguno de sus otros proyectos llegó a ejecutarse, y así su proyecto de ley del aborto, a la que se opusieron otros ministros del gobierno, quedó arrumbado tras su salida del gobierno debido a los sucesos de mayo de 1937. Tras la salida de este, opinó que a través del gobierno no se puede hacer ningún cambio profundo social, siendo el único camino posible la revolución libertaria. Votó en contra, en el Consejo de Ministros del 19 de noviembre de 1936, de la conmutación de la pena de muerte de José Antonio Primo de Rivera.

## El exilio y la transición

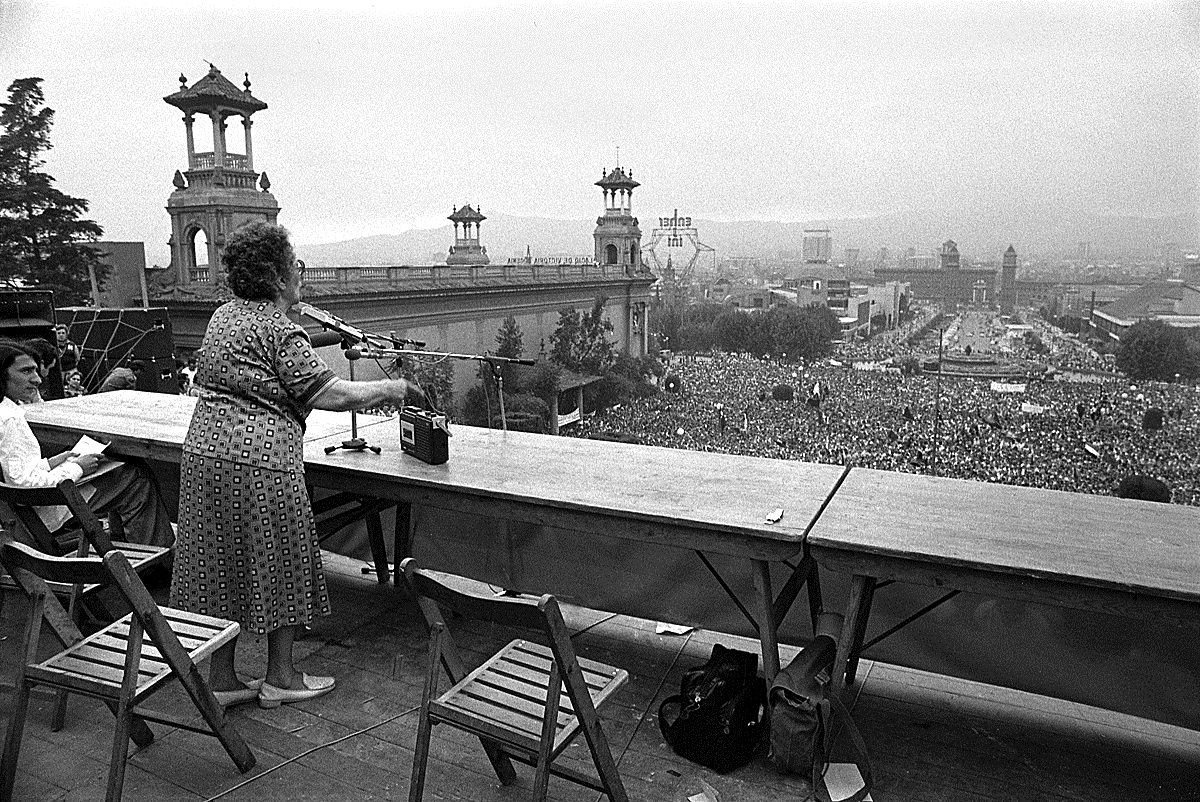
Federica Montseny en el mitin de la CNT en Barcelona en 1977

Como otros miles de españoles, con el final de la Guerra Civil se hubo de exiliar a Francia, donde fue perseguida por la policía nazi y franquista, que pidió su extradición, denegada por las autoridades francesas, viviendo en libertad vigilada hasta la liberación de Francia en 1944 de la ocupación alemana. En 1940, cuando ya se encontraba en el exilio y ante el avance de los nazis hasta la frontera española, Montseny destruyó toda su documentación. La que pudo conservar la entregó, estando encarcelada en Limoges, y pasaron a formar parte de los fondos conservados por la UGT en Toulouse que desde 1982 se encuentran en el archivo de la Fundación Francisco Largo Caballero, ubicado en Alcalá de Henares.
Adoptó el nombre francés de Fanny Germain, bajo el cual siguió publicando artículos. Instalada en Toulouse siguió trabajando por sus ideas, publicando y dirigiendo periódicos anarquistas como CNT y Espoir y realizando viajes por Suecia, México, Canadá, Inglaterra e Italia. En esa etapa fue también, junto a Germinal Esgleas y posteriormente Pere Mateu, directora del Secretariado Intercontinental, el sector más influyente de la CNT en el exilio, al que se oponía la Coordinadora de Afinidades Libertarias de José Peirats.
Con la llegada de la democracia a España en 1977 regresó y continuó con su activismo en pro de la CNT y del anarquismo, donde gozó de popularidad hasta su muerte. En sus últimos años reivindicó la devolución del patrimonio sindical incautado a la CNT tras finalizar la Guerra Civil por parte del Estado y se opuso firmemente a los Pactos de la Moncloa y al recién instaurado sistema político constitucional español. Asimismo, fue reacia a los movimientos feministas y de liberación gay que se gestaban en el momento.

## Legado

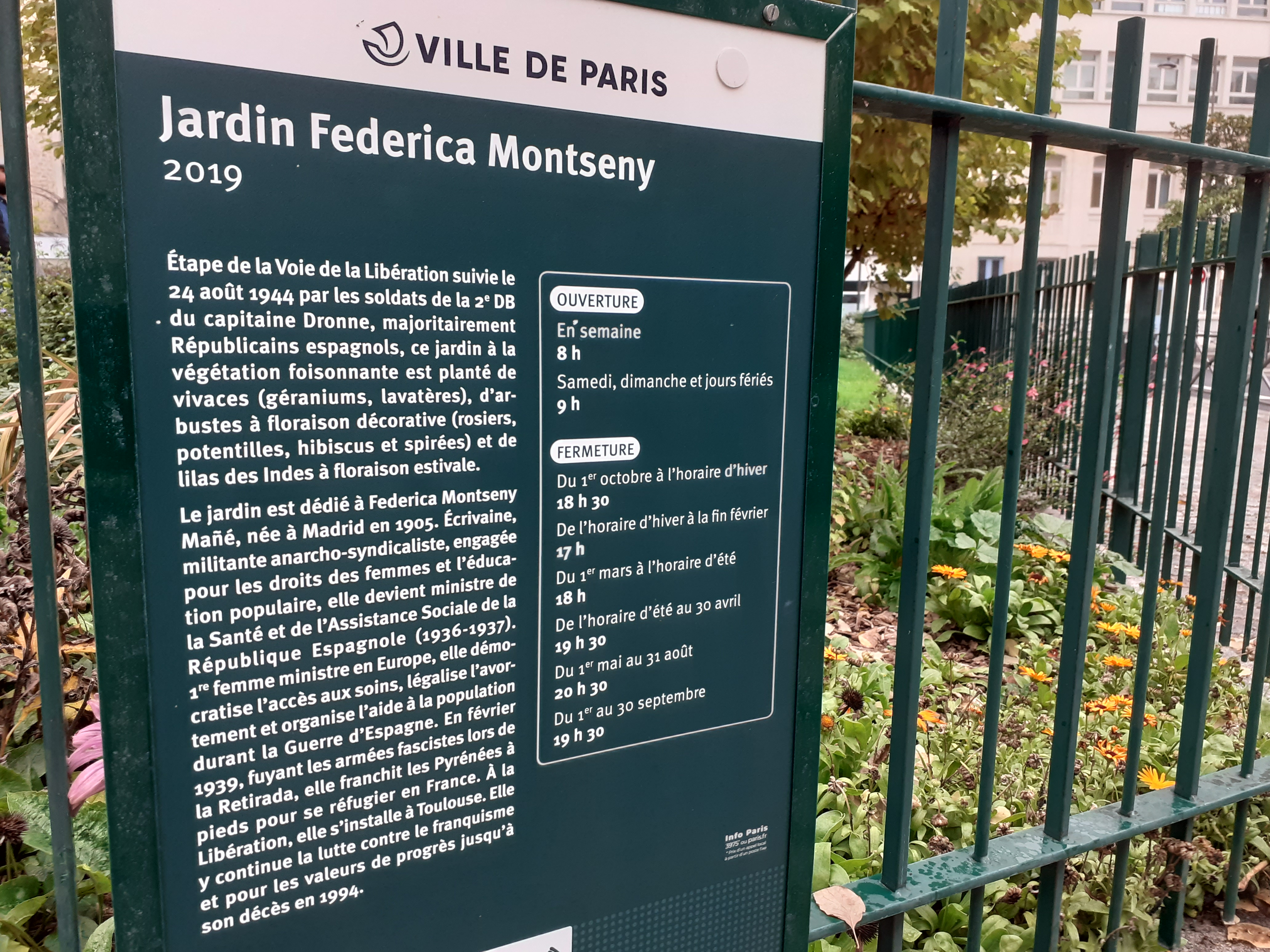
Una de las entradas del parque dedicado a la memoria de Federica Montseny en París, en la calle Jeanne d'Arc del XIII Distrito.

Existe una calle que lleva su nombre en ciudades como Madrid, Albacete, San Fernando de Henares, La Coruña, Jerez de la Frontera, Rivas-Vaciamadrid, Bonrepós y Mirambell, Andújar, Salou, Santa Oliva, Puzol, Fuenlabrada, Leganés, Getafe, Marines (Valencia), Picasent, Talavera de la Reina, Gijón, San Felíu de Llobregat, Armilla, La Puebla de Cazalla, Miranda de Ebro o El Prat de Llobregat. El jardín Federica Montseny lleva su nombre en la ciudad de París (Francia). Existe un instituto con su nombre en Burjasot, en Fuenlabrada y Badía del Vallés. También lleva su nombre un centro de salud de especialidades en el distrito madrileño de Puente de Vallecas (Madrid) y en su interior una placa a su nombre que la recuerda, aunque sólo como primera mujer ministra de sanidad. También hay una biblioteca en Canovellas y un centro sociosanitario en Viladecans. En 2014, ante la nueva Ley del Aborto promovida por el Partido Popular, unas integrantes del grupo social 15M Berlín fundan la red solidaria Federica Montseny para dar acogida en el extranjero a mujeres que deseen abortar sin ser juzgadas o castigadas por la ley, en lugares fuera de España. Hoy en día esta red tiene integrantes en varios países de todo el mundo.

### Novelas
- Horas Trágicas (1920)
- Amor de un día (1920)
- Ana María (1920)
- El amor nuevo (1920)
- El juego del amor y de la vida (1920)
- La mujer que huía del amor (1920)
- La vida que empieza (1920)
- Los caminos del mundo (1920)
- María Magda (1920)
- Maternidad (1920)
- Vampiresa (1920)
- Florecimiento (1925)
- La victoria (1925)
- Vida nueva (1925)
- ¿Cuál de las tres? (1925)
- Los hijos de la calle (1926)
- El otro amor (1926)
- La última primavera (1926)
- Resurrección (1926)
- El hijo de Clara (1927)
- La hija del verdugo (1927)
- El rescate de la cautiva (1927)
- El amor errante (1927)
- La indomable (1928)
- La ruta iluminada (1928)
- El último amor (1928)
- Frente al amor (1929)
- Sol en las cimas (1929)
- El sueño de una noche de verano (1929)
- La infinita sed (1930)
- Sonata patética (1930)
- Pasionaria (1930)
- Tú eres la vida (1930)
- El ocaso de los dioses (1930)
- Aurora roja (1931)
- Cara a la vida (1931)
- El amor que pasa (1931)
- Nocturno de amor (1931)
- Una mujer y dos hombres (1932)
- Amor en venta (1934)
- Nada más que una mujer (1935)
- Vidas sombrías (1935)
- Tres vidas de mujer (1937)
- Una vida (1940)
- Amor sin mañana
- La rebelión de los siervos
- La sombra del pasado
- Martirio
- Nuestra Señora del Paralelo
- Sinfonía apasionada
- Una historia triste[24]

### Otras obras
- La mujer, problema del hombre (1932)
- Heroínas (1935)
- Buenaventura Durruti (1936)
- In Memoriam of Comrade Durruti (1936)
- La voz de la F.A.I. (1936)
- El anarquismo militante y la realidad española (1937)
- La incorporación de las masas populares a la historia: la Commune, primera revolución consciente (1937)
- Anselmo Lorenzo (1938)
- Cien días de la vida de una mujer (1949)
- Jaque a Franco (1949)
- Mujeres en la cárcel (1949)
- El problema de los sexos: matrimonio, unión libre y amor sin convivencia (1950)
- Pasión y muerte de los españoles en Francia (1950)
- María Silva: la libertaria (1951)
- El Éxodo: pasión y muerte de españoles en el exilio (1969)
- Problemas del anarquismo español (1971)
- Crónicas de CNT: 1960-1961 (1974)
- Qué es el anarquismo (1974)
- El éxodo anarquista (1977)
- Cuatro mujeres (1978) Producciones Editoriales. ISBN 84-365-1385-1
- Seis años de mi vida (1978)
- Mis primeros cuarenta años (1987) Ed. Plaza & Janés, 1987. ISBN 84-01-35155-3
- Cien días en la vida de una mujer. Instituto Cervantes (2019)

## Reconocimientos
En julio de 2018 la Asociación “Herstóricas. Historia, Mujeres y Género” y el Colectivo “Autoras de Cómic” creó un proyecto de carácter cultural y educativo para visibilizar la aportación histórica de las mujeres en la sociedad y reflexionar sobre su ausencia consistente en un juego de cartas. Una de estas cartas está dedicada a Montseny.